# فهرست قنات‌های شهرستان مانه و سملقان
جدول زیر بر اساس آمار وزارت جهاد کشاورزی تهیه شده‌است. فهرست زیر قنات‌های شهرستان مانه و سملقان در استان خراسان شمالی را نشان می‌دهد.
| نام قنات    | موقعیت                           | نزدیک‌ترین روستا | طول قنات (متر) | تعداد میله چاه | عمق مادر چاه | دبی (لیتر بر ثانیه) | سطح زیر کشت (هکتار) |
| ----------- | -------------------------------- | --------------- | -------------- | -------------- | ------------ | ------------------- | ------------------- |
| آب زراب     | بخش سملقان شهرستان مانه و سملقان | چمن بید         | ۴۰۰            | ۱۶             | ۱۵           | ۵                   | ۲۵                  |
| اسپاخود     | بخش سملقان شهرستان مانه و سملقان | اسپاخود         | ۳۰۰            | ۱۲             | ۷۰           | ۲۰                  | ۵۰                  |
| اشخانه      | بخش سملقان شهرستان مانه و سملقان | شهر آشخانه      | ۵۰۰            | ۲۰             | ۸            | ۱۵                  | ۵۰                  |
| اصغرآباد    | بخش سملقان شهرستان مانه و سملقان | اسپاخود         | ۵۰۰            | ۲۰             | ۲۵           | ۵                   | ۱۰                  |
| بالاسرقلعه  | بخش مرکزی شهرستان مانه و سملقان  | مرکزی آشخانه    | ۲۰۰۰           | ۸۰             | ۰            | ۵                   | ۱۰۰                 |
| بلقاسمی     | بخش سملقان شهرستان مانه و سملقان | تشی             | ۷۰۰            | ۲۸             | ۵            | ۵                   | ۱۰۰                 |
| بید         | بخش سملقان شهرستان مانه و سملقان | اسپاخود         | ۵۰۰            | ۲۰             | ۳۵           | ۵                   | ۲۰                  |
| حیدرآباد    | بخش سملقان شهرستان مانه و سملقان | حیدرآباد        | ۲۲۰۰           | ۸۰             | ۲۲           | ۸                   | ۳۰                  |
| دهن قره     | بخش سملقان شهرستان مانه و سملقان | قمو             | ۳۰۰            | ۶              | ۵            | ۵                   | ۵۰                  |
| عزیز‌آباد    | بخش سملقان شهرستان مانه و سملقان | عزیز‌آباد        | ۷۰۰۰           | ۳۵۰            | ۲۳           | ۶                   | ۱۰۰                 |
| قلعه        | بخش سملقان شهرستان مانه و سملقان | چمن بید         | ۳۲۰            | ۱۶             | ۱۰           | ۵                   | ۲۰                  |
| محمدجان     | بخش سملقان شهرستان مانه و سملقان | محمدجان         | ۸۰۰            | ۳۲             | ۸            | ۱۵                  | ۶۰                  |
| ملاحسن      | بخش سملقان شهرستان مانه و سملقان | ملاحسن          | ۷۰۰            | ۲۸             | ۸            | ۱۵                  | ۶۰                  |
| کاریز       | بخش سملقان شهرستان مانه و سملقان | سنگر            | ۳۵۰            | ۱۳             | ۱۵           | ۴                   | ۷۰۰                 |
| کاریز       | بخش سملقان شهرستان مانه و سملقان | امند            | ۵۰۰            | ۱۵             | ۱۴           | ۹                   | ۲۰                  |
| کاریز قارون | بخش مرکزی شهرستان مانه و سملقان  | انه قارون       | ۵۵۰            | ۳۷             | ۱۴           | ۴                   | ۳۰                  |
| کهنه قلعه   | بخش سملقان شهرستان مانه و سملقان | چمن بید         | ۲۰۰            | ۱۰             | ۸            | ۳                   | ۲۰                  |
| کورشیخ      | بخش مرکزی شهرستان مانه و سملقان  | امند            | ۱۵۰۰           | ۲۰             | ۱۴           | ۵                   | ۲۰                  |